# Кръсто Янчев
Кръсто Димитров Янчев  или Енчев (на македонска литературна норма: Крсто Јанчев Димитров) е български анархист и македонистки емигрантски активист и журналист в Австралия.

## Биография
Роден е в 1912 година в село Лехово, Демирхисарската кааза (околия). След войните семейството му се заселва в Яново.  През 1952 година емигрира през Гърция в Австралия, където се включва в дейността на македонската диаспора. Влиза в Движението за освобождение и обединение на Македония и участва във всичките му конференции. Привърженик е на антиквизацията и е един от редакторите на „Глас на македонците“.
Заедно с Александър Христов и други емигранти през 1980 година основава македонисткия емигрантски вестник „Народна воля“. Той е един от основателите на Народната македонска революционна организация в Сидни.
Последните години от живота си е в инвалидна количка. Умира на 20 март 2004 година в Сидни.